# Léogeats
Léogeats egy francia település Gironde megyében az Aquitania régióban. Lakosainak száma 880 fő (2022. január 1.).

## Adminisztráció
Polgármesterek:
- 1945–1965 René Lalanne
- 1965–1983 André Dubernet
- 1983–1991 André Lavie
- 1991–2001 Alain Dulou
- 2001–2020 Cédric Pujol

## Demográfia
| Lakosok száma | 390  | 401  | 454  | 652  | 779  | 800  | 805  | 820  | 843  | 880  |
|               | 1968 | 1982 | 1990 | 2006 | 2013 | 2015 | 2017 | 2019 | 2020 | 2022 |

## Látnivalók
- Saint Christophe templom a XIII. században épült
- Várrom
- Mosoda
- 1796-ban épült iskola